# Старокаменна епоха
Старокаменна епоха (или Палеолит, от гръцкото палеос – „стар“ и литос – „камък“) е етап от човешката история и първият период от каменната ера. Завършва около 8000 г. пр. Хр. Характеризира се с разработването на каменни сечива и обхваща около 95% от човешката праистория.

## История
- Ранен палеолит
- Среден палеолит
- Късен палеолит

## Особености
Това е най-ранният, най-дългият и най-неясният период от човешката история, тъй като тогава обществата все още са безписмени. Затова информация за епохата се черпи предимно от веществени
исторически (археологически) извори, свързани с материалното им развитие.

### Човешки видове
- Homo хабилис
- Homo еректус (представителите на този вид вече използват огъня)
- неандерталец
- Кроманьонец
- човешки вид - днешно време

### Начин на живот
За този период е характерна потребяващата икономика – човешкото същество използва на готово това, което намира в природата. Те водят номадски начин на живот, занимават се с лов и събиране на ядливи растения и плодове.

### Оръдия на труда
През палеолита възникват нови оръдия на труда, за използването на които се предполага, че удължават и доразвиват човешката ръка. Изработват се от твърд кремъчен камък – чрез разцепването му се получат фини остриета или ръбове. За да се направи подобно оръжие или инструмент, са нужни поне 100 – 150 опита, което предполага, че хората тогава са били физически по-силни и издръжливи. Това са единствените свидетелства за появата на разум у човека през тази епоха.

## Открития

### Огънят
Най-важното откритие за палеолита е огънят, който значително спомага за подобряване на начина на живот на хората.